# Gregory Mabena
Gregory Mabena (Vosloorus, 17 de junho de 1986)[carece de fontes?] é um futebolista sul-africano, que atua na posição de goleiro. Joga atualmente pelo Kaizer Chiefs, time de Johanesburgo, capital sul-africana.